# Aleksei Remizov
Aleksei Mihailovici Remizov (în rusă Алексей Михайлович Ремизов) (n. 6 iulie (24 iunie stil vechi) 1877, d. 26 noiembrie 1957 la Paris, Franța) a fost un scriitor rus.